# Покровська церква (Вирівка)
Храм Покрови пресвятої Богородиці — церква в селі Вирівка Конотопського району, побудована в кінці XIX століття.

## Історія
Храм закладений у 1892 році на кошти купця Юхима Школяренка.
За радянських часів церква була повністю закритою та занедбаною, в 1930-х роках слугувала складом зернових.
Після здобуття незалежності України храм був відреставрований та знову відкритим для відвідувачів.

## Цікаві факти
- 15 липня 2012 року в один з куполів вдарила блискавка, для ліквідації пожежі на 27-метровій висоті було використано близько 90 тонн води з місцевого озера[3][4].